# Marcel De Corte (football)
Pour les articles homonymes, voir Corte (homonymie).
Marcel De Corte, né le 25 novembre 1929 à Saint-Trond et mort le 27 février 2017, est un footballeur international belge, qui évoluait comme milieu offensif. Il joue la majorité de sa carrière à Anderlecht, remportant quatre titres de champion de Belgique. Il met un terme à sa carrière de joueur en 1961, et devient ensuite entraîneur. Il passe également plusieurs années dans la cellule de recrutement d'Anderlecht. Il joue trois matches pour l'équipe nationale entre 1952 et 1954.

## Carrière
Marcel De Corte joue d'abord au basket-ball, notamment au Hellas Gand, avant de se diriger vers le football. Il débute au Racing Gand, où il est remarqué pour sa technique balle au pied. En 1950, il est recruté par le Sporting d'Anderlecht, qui l'échange contre cinq joueurs : Arnold Vander Eecken, Pierre Figeys, Pierre Erroelen, Michel Van Vaerenbergh et Jean Wijns. Il forme alors au club bruxellois un trio d'attaque prolifique avec les buteurs Jef Mermans et Hippolyte Van den Bosch. Sous la houlette du coach anglais Bill Gormlie, il remporte deux titres nationaux, en 1951 et 1954.
En 1954, il déménage au Congo, alors toujours colonie belge, où il travaille dans le secteur bancaire. Il continue de jouer au football dans le championnat local avec le CS Léopoldville. Mais après quelques mois, il tombe malade et décide de revenir en Belgique et de jouer à nouveau pour Anderlecht. L'entraîneur Bill Gormlie ne l'a pas oublié et le relance rapidement en équipe première en 1955. Il reste à Anderlecht jusqu'en 1959, remportant au passage deux nouveaux titres de champion en 1956 et 1959.
Marcel De Corte quitte Anderlecht en 1959 et rejoint l'ARA La Gantoise. Il y joue une saison, puis part pour l'Olympic Charleroi, où il joue encore un an. Il prend ensuite sa retraite sportive en 1961 pour devenir l'entraîneur du KSV Waregem. Par la suite, il devient notamment recruteur pour Anderlecht. Il reste ensuite impliqué dans la vie du club, étant entre autres le parrain du Fan Day, la journée portes ouvertes du club, en 2007.
Marcel De Corte s'est éteint le 27 février 2017 à l'âge de 87 ans.

## Palmarès
- 4 fois champion de Belgique en 1951, 1954, 1956 et 1959 avec Anderlecht.
- 2 fois Vice-champion de Belgique en 1953 et 1957 avec Anderlecht.